# Keweenaw County
Keweenaw County ist ein County im Bundesstaat Michigan der Vereinigten Staaten. Der Verwaltungssitz (County Seat) ist Eagle River. Das U.S. Census Bureau hat bei der Volkszählung 2020 eine Einwohnerzahl von 2046 ermittelt.

## Geographie
Das County liegt im äußersten Nordwesten der Oberen Halbinsel von Michigan, reicht im Nordosten der Halbinsel Keweenaw Peninsula in den Lake Superior, einem der fünf Großen Seen, hinein und hat eine Fläche von 15.452 Quadratkilometern, wovon 14.051 Quadratkilometer Wasserfläche sind. Es grenzt im Süden an das Houghton County. Außer der Keweenaw Peninsula gehört auch die weiter nördlich gelegene Isle Royale zum Keweenaw County.

## Geschichte
Keweenaw County wurde 1861 aus Teilen des Houghton County gebildet. Benannt wurde es nach dem Ojibwe-Wort gakiiwe-wewaning, das Portage oder Überquerung bedeuten soll.
Ein Teil des Keweenaw National Historical Park liegt im County. 35 Bauwerke und Stätten des Countys sind im National Register of Historic Places eingetragen (Stand 30. November 2017).

## Demografische Daten

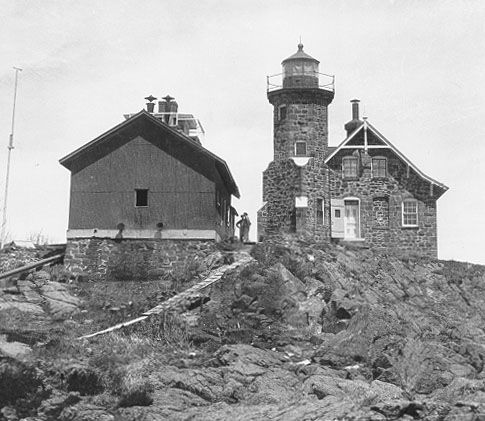
Passage Island Light, gelistet im NRHP

Nach der Volkszählung im Jahr 2000 lebten im Keweenaw County 2.301 Menschen; es wurden 998 Haushalte und 604 Familien gezählt. Die Bevölkerungsdichte betrug 2 Einwohner pro Quadratkilometer. Ethnisch betrachtet setzte sich die Bevölkerung zusammen aus 95,0 Prozent Weißen, 3,5 Prozent Afroamerikanern, 0,1 Prozent amerikanischen Ureinwohnern, 0,1 Prozent Asiaten und 0,2 Prozent aus anderen ethnischen Gruppen; 1,1 Prozent stammten von zwei oder mehr Ethnien ab. 0,8 Prozent der Bevölkerung waren spanischer oder lateinamerikanischer Abstammung.
Von den 998 Haushalten hatten 20,9 Prozent Kinder unter 18 Jahren, die bei ihnen lebten. 51,6 Prozent waren verheiratete, zusammenlebende Paare, 5,7 Prozent waren allein erziehende Mütter und 39,4 Prozent waren keine Familien. 35,8 Prozent waren Singlehaushalte und in 17,4 Prozent lebten Menschen im Alter von 65 Jahren oder darüber. Die Durchschnittshaushaltsgröße betrug 2,13 und die durchschnittliche Familiengröße lag bei 2,76 Personen.
22,5 Prozent der Bevölkerung waren unter 18 Jahre alt. 6,4 Prozent zwischen 18 und 24 Jahre, 21,3 Prozent zwischen 25 und 44 Jahre, 29,4 Prozent zwischen 45 und 64 Jahre und 20,3 Prozent waren 65 Jahre oder älter. Das Durchschnittsalter betrug 45 Jahre. Auf 100 weibliche Personen kamen 116,5 männliche Personen. Auf 100 Frauen im Alter von 18 Jahren und darüber kamen statistisch 104,1 Männer.
Das jährliche Durchschnittseinkommen eines Haushalts betrug 28.140 USD, das Durchschnittseinkommen einer Familie 36.758 USD. Männer hatten ein Durchschnittseinkommen von 27.165 USD, Frauen 21.667 USD. Das Prokopfeinkommen betrug 16.769 USD. 7,4 Prozent der Familien und 12,7 Prozent der Bevölkerung lebten unterhalb der Armutsgrenze.

## Orte im County
- Ahmeek
- Allouez
- Bete Grise
- Bumbletown
- Central
- Copper Falls
- Copper Harbor
- Delaware
- Eagle Harbor
- Eagle Nest
- Eagle River
- Fulton
- Gay
- Hebards
- Lac La Belle
- Mandan
- Mohawk
- Nepco Camp Number 7
- Ojibway
- Phoenix
- Seneca
- Snowshoe
- Traverse
- Windigo

Townships
- Allouez Township
- Eagle Harbor Township
- Grant Township
- Houghton Township
- Sheridan Township